# Manuel Furtado
Manuel Furtado de Mendonça foi um pintor português do Século XVIII, que, em 1716, estava na Índia. Com um estilo da quadratura em suas obras, além de outras características marcantes, como ausência do rigoroso esforço em seus traços, a ausência de utilização de formas ascendentes e chamativas e da perspectiva central por meio da visão aérea.
Nessa data, por ordem do Vice-Rei da Índia, Vasco Fernandes César de Meneses, executou um mapa da ilha de Goa e das adjacentes e das ilhas de Salsete e Bardez, mapa pertencente, em 1903, ao Conde de Sabugosa.
São as obras atribuíveis a este pintor: o teto capela-mor da Igreja do Convento do Salvador, que é o atual lar do Conde de Agrolongo; a pintura das estruturas arquitetônicas da caixa do órgão em 1737 e 1738; a pintura do subcoro e a de dois tramos da nave lateral na Sé Catedral de Braga; o teto da capela-mor e da nave do Recolhimento de Santa Maria Madalena e São Gonçalo; o teto do Palácio dos Bicainhos de 1724; e a capela dedicada a São Bento no Mosteiro de São Bento em Tibães.